# Fila (filla d'Antípatre)
Fila (grec antic: Φίλα, Phila; morta l'any 287 aC) fou la filla d'Antípatre, regent de Macedònia. Es diu que era una dona noble i virtuosa i de judicis encertats ja de ben jove, fins al punt que el seu pare la consultava habitualment en temes de política. Va ser reina consort de Macedònia.
L'any 322 aC el seu pare la va donar en matrimoni a Cràter d'Orèstia en recompensa per l'assistència que li va donar a la guerra de Làmia, segons Diodor de Sicília, però probablement havia estat casada abans (potser l'any 332 aC) amb Bàlacros, segons Antoni Diògenes, que es pensa que podria ser el sàtrapa de Cilícia (o de Capadòcia).
Cràter va morir el 321 aC es va casar llavors amb Demetri Poliorcetes, el fill d'Antígon el Borni, potser el 319 aC; encara que Fila era de més edat que el seu nou marit, va exercir sobre ell considerable influència i li va restar fidel a pesar de les nombroses amants i de les esposes que va tenir Demetri. Durant els anys de matrimoni Fila va residir principalment a Xipre, probablement almenys fins a la batalla d'Ipsos. La van enviar a Macedònia, amb el seu germà Cassandre, on va negociar un acord entre aquest i Demetri, i després va tornar a Xipre on el 295 aC va quedar assetjada a Salamina per les forces de Ptolemeu I Sòter i es va haver de rendir, però Ptolemeu la va tractar de manera honorable i la va enviar, junt amb el seu fill, a Macedònia.
L'any 287 aC, quan la revolució va expulsar del tron a Demetri, Fila, desesperada, es va suïcidar a Cassandrea.
Va deixar dos fills de Demetri: Antígon II Gònates i Estratonice (casada amb Seleuc I Nicàtor i després amb el seu fill Antíoc I Sòter). Probablement també va tenir un fill de Cràter que portava igualment el nom de Cràter.
A Atenes, per agradar a Demetri Poliorcetes, es va dedicar un temple a Fila sota el nom d'Afrodita.